# Стіллвотер (Нью-Йорк)
Стіллвотер (англ. Stillwater) — місто (англ. town) в США, в окрузі Саратога штату Нью-Йорк. Населення — 9022 особи (2020).

## Демографія
Згідно з переписом 2010 року, у місті мешкало 8287 осіб у 3168 домогосподарствах у складі 2344 родин. Було 3480 помешкань
Расовий склад населення:
| - 97,3 % — білих - 0,6 % — чорних або афроамериканців - 0,4 % — азіатів - 0,2 % — корінних американців |

До двох чи більше рас належало 1,3 %. Частка іспаномовних становила 1,5 % від усіх жителів.
За віковим діапазоном населення розподілялося таким чином: 23,6 % — особи молодші 18 років, 64,1 % — особи у віці 18—64 років, 12,3 % — особи у віці 65 років та старші. Медіана віку мешканця становила 41,0 року. На 100 осіб жіночої статі у місті припадало 100,8 чоловіків;  на 100 жінок у віці від 18 років та старших — 97,9 чоловіків також старших 18 років.
Середній дохід на одне домашнє господарство  становив 99 283 долари США (медіана — 78 795), а середній дохід на одну сім'ю — 113 436 доларів (медіана — 99 260). Медіана доходів становила 65 179 доларів для чоловіків та 40 994 долари для жінок. За межею бідності перебувало 3,9 % осіб, у тому числі 5,1 % дітей у віці до 18 років та 3,0 % осіб у віці 65 років та старших.
Цивільне працевлаштоване населення становило 4369 осіб. Основні галузі зайнятості: освіта, охорона здоров'я та соціальна допомога — 20,0 %, роздрібна торгівля — 15,1 %, науковці, спеціалісти, менеджери — 15,0 %.